# Авиация Украинской державы
Авиация Украинской державы — род войск Украинской державы.

## Предыстория
1918 год
2-3 марта украинские войска уже с новыми союзниками — германцами вошли в г. Киев.
1-й Украинский авиационный отряд, командир сотник А. И. Егоров, переформирован в 1-й Запорожский авиационный отряд в составе армии У. Н.Р..,
Военнослужащие 1-го Запорожского авиационного отряда (далее «1-й З.а.о. У. Н.Р.») были одеты в кожаные гимнастёрки, распространённые в то время среди русских лётчиков Революционной армии свободной России, галифе и сапоги по роду войск в котором служили до поступления в авиацию. Среди офицеров 1-го Запорожского авиаотряда большинство составляли бывшие офицеры-кавалеристы. На пилотке носили эмблему войск Центрального Совета — голубой щиток с изображением Архистратига Михаила, а на рукаве — знак различия, соответствующий воинскому званию.
Военное министерство У. Н.Р. разработало План создания регулярной украинской армии, по которому основой являлись 8 корпусов. В состав каждого корпуса должен был входить авиадивизион. В оперативном отношении авиадивизионы должны были подчиняться инспекциям авиации Киевского, Харьковского и Одесского районов, возглавляли которые инспекторы. При каждой инспекции авиации разворачивались авиационные парки.

## История
После прихода к власти 29 апреля 1918 гетмана П. П. Скоропадского началось создание Украинского государства (укр. Україньскої держави) и его государственных структур, в числе которых была Армия и другие. Германо-австрийское командование взяло под свой контроль формирование украинских воинских частей. Военное министерство продолжило создание авиации, положив в основу план Военного министерства У. Н.Р.

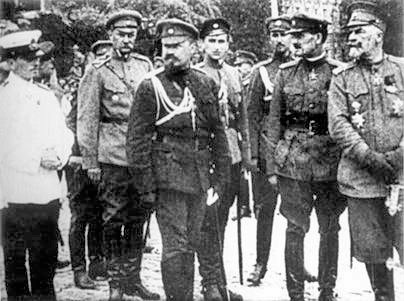
Служащие военного министерства Украинской Державы — полковник Николай Лаврентьевич Максимов (крайний слева, в белой форме) и военный министр генеральный бунчужный
Александр Францевич Рагоза (крайний справа).

Авиадивизионы комплектовались офицерами, ранее проходившими службу в Российской Императорской Армии и Революционной армии свободной России.

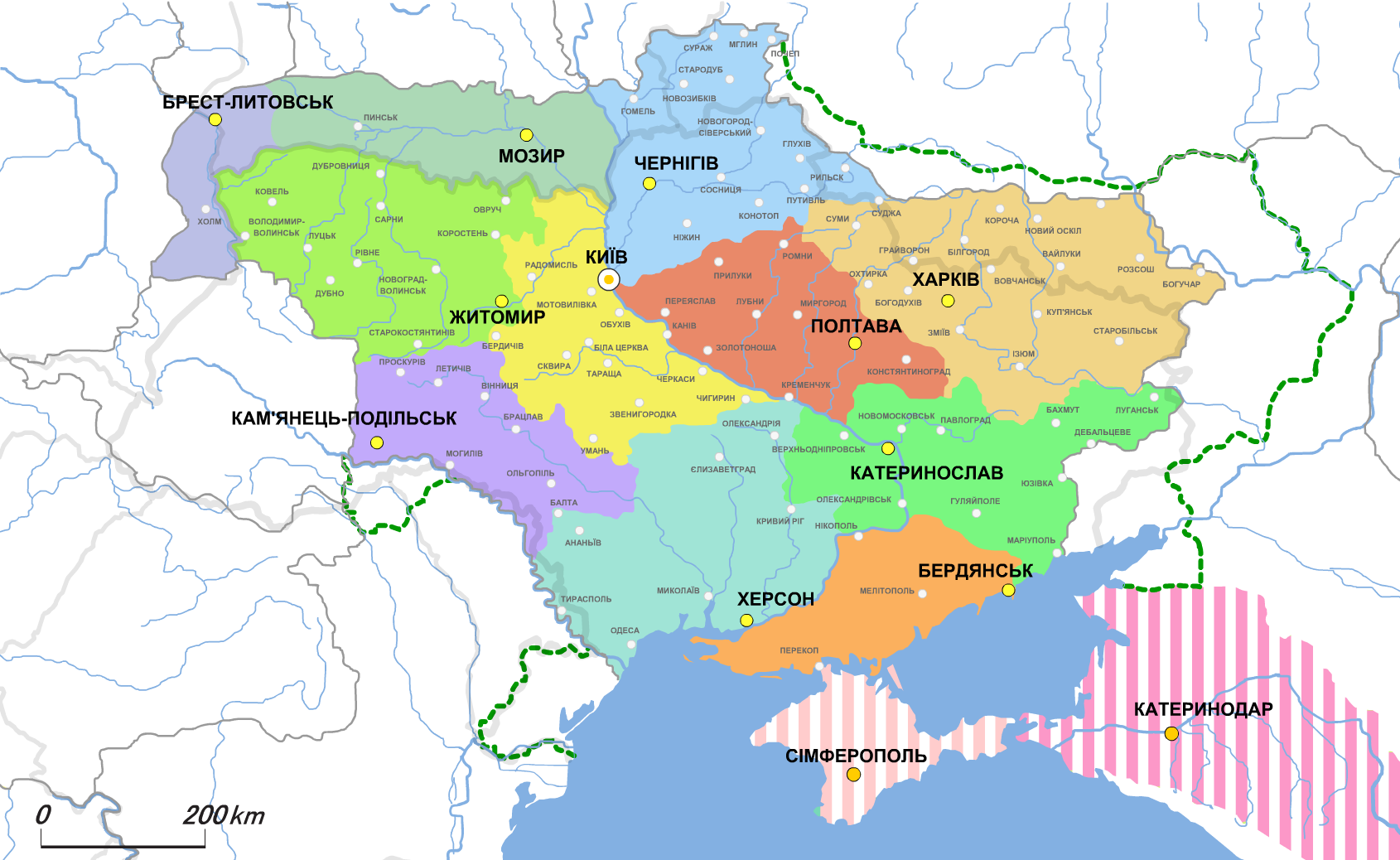
Административно-территориальное деление. Зелёная пунктирная линия — территориальные претензии.

В мае по приказу Военного министра 1-й Запорожский авиационный отряд У. Н.Р. вошёл в состав 8-го авиадивизиона 8-го Екатеринославского корпуса.
Инспекция авиации Киевского района состояла:
- Управление инспекции
- 1-й авиадивизион 1-го Волынского корпуса Украинской державы
- 4-й авиадивизион 4-го Киевского корпуса Украинской державы
- 5-й авиадивизион 5-го Черниговского корпуса Украинской державы
- Киевский авиационный парк

Инспекция авиации Харьковского района состояла:
- Управление инспекции
- 6-й Полтавский авиадивизион 6-го Полтавского корпуса Украинской державы
- 7-й Харьковский авиадивизион 7-го Харьковского корпуса Украинской державы
- 8-й Екатеринославский авиадивизион 8-го Екатеринославского корпуса Украинской державы
- Харьковский авиационный парк

Инспекция авиации Одесского района состояла:
- Управление инспекции
- 2-й авиадивизион 2-го Подольского корпуса Украинской державы
- 3-й авиадивизион 3-го Одесского корпуса Украинской державы
- Одесский авиационный парк

В г. Виннице (уездный город Виницкого уезда; губернский город Подольской губернии) должна была разместиться Эскадра воздушных кораблей, вооружённая тяжёлыми самолётами «Илья Муромец» (Эскадра ранее находившаяся в Революционной армии свободной России).
В г. Киеве создавалась авиационная школа.
Военное министерство располагало 193 самолётами различных конструкций, в их числе четыре тяжёлых самолёта «Илья Муромец».
Далеко не все самолёты украинские специалисты могли использовать в воздухе.
6-й Полтавский авиадивизион имел 11 самолётов, из которых четыре требовали капитального ремонта, один находился в ремонте, один стоял без моторов, пять были в заводской упаковке.
7-й Харьковский дивизион имел 13 самолётов, также хранил самолёты в заводской упаковке и восемь держал в капитальном ремонте.
8-й Екатеринославский авиадивизион имел 13 самолётов, но четыре самолёта были в постоянной готовности к вылету.
30 мая правительством издан Закон, которым была утверждена Присяга на верность Украинскому Государству, и Закон о военной подсудности. Военнослужащие начали принимать присягу, а нежелавшие служить в новой армии уходили.
1 августа утверждён Закон о политическо-правовом положении служащих Военного ведомства, который запрещал им быть в составе и брать участие в работе каких-либо кружков, товариществ, партий, союзоф, комитетов и иных организаций, имеющих политический характер.
На Западной Украине, входившей ранее в состав Австро-Венгерской империи началась вооружённая борьба. В результате распада австрийской монархии Западная Украина по решению представителей Антанты должна была отойти в состав Польши. Чтобы избежать этого, 1 ноября украинские солдаты австро-венгерской армии, находившиеся в г. Львове, подняли вооружённое восстание. Началась «Украинско-польская война». По приказу гетмана П. П. Скоропадского из состава 3-го Одесского авиадивизиона были выделены все имеющиеся самолёты и под руководством сотника Бориса Губера направлены на помощь львовчанам-галичанам. Вслед за ними в Западную Украину вылетели самолёты из состава 2-го Подольского авиадивизиона. Позже этот личный состав стал основой 1-й и 2-й сотен авиации Галицкой армии.
11 ноября завершилась Первая мировая война. Германская империя прекратила существование в результате Ноябрьской революции и должна была вывести свои войска из оккупированных территорий. Для правительства Украинской державы это событие предвещало ослабление власти.
Ослаблением германцев и соответственно Украинского государства воспользовались противники гетмана П. П. Скоропадского, создавшие в ночь с 13 на 14 ноября в г. Белая Церковь Директорию с целью свержения власти германского командования и власти правительства. Директория состояла из пяти членов, председателем избран в составе В. К. Винниченко.
14 ноября гетман П. П. Скоропадский объявил Акт федерации, которым он обязывался объединить Украину с будущим российским государством.
16 ноября началось восстание повстанческого движения и поддержанное восставшими войсками Украинской державы под командованием С. В. Петлюры против правительства Украинской державы. Восстание возглавили бывшие лидеры Центрального Совета У. Н. Р. Создав новое правительство — Директорию, они объявили о воссоздании Украинской Народной Республики. Гражданская война на Украине сметала ещё одну власть.
1-й Волынский авиационный дивизион 1-го Волынского корпуса практически сразу перешёл на сторону восставших. Наспех были собраны три самолёта, которые стали использовать для военных нужд.
В армии произошёл раскол, и началась «Украинская гражданская война». Раскол потряс и Военное министерство.
Командный состав и личный состав, забыв о всех Законах государства, занялись ещё и политическими проблемами государства.
В 8-м Екатеринославском авиадивизионе авиаторы не приняли решение уходить на юг на соединение с Добровольческой армией как это сделали некоторые части 8-го Екатеринославского корпуса под командованием командира корпуса генерала И. Васильченко и остались в г. Екатеринославе. Всё же один лётчик перелетел на своём самолёте в расположение Добровольческой армии.
12 декабря командир 8-го авиадивизиона подполковник Коровников издал приказ, в котором заявлял, что отныне его часть входит в состав войск У. Н.Р.
Непродолжительная «Украинская гражданская война 16 ноября — 14 декабря 1918 года» завершилась 14 декабря, когда Верховный Воевода Украинской Армии и Флота гетман П. П. Скоропадский дал указания командующему всеми русскими добровольческими частями в Украинском государстве князю генерал-лейтенанту А. Н. Долгорукову, а тот издал
приказ о прекращении сопротивления и демобилизации защитников Киева.
П. П. Скоропадский отрёкся от власти. Правительство передало полномочия Городской Думе и Городской Управе.
16 декабря 3-я сотня Одесского авиадивизиона в составе 6 самолётов (1 «Nieuport» и 5 российских самолётов), 6 боевых старшин, 6 подстаршин-механиков и 9 рядовых прибыла в Красное для поддержки Галицкой армии в Польско-украинской войне.
26 декабря в г. Екатеринослав ворвались отряды екатеринославщины под руководством повстанческого атамана Н. Махно и захватили три самолёта из состава 8-го авиадивизиона.
Спустя несколько дней войска У. Н.Р. выбили повстанцев-махновцев из г. Екатеринослава и вернули самолёты, но подполковник Коровников и другие офицеры 8-го Екатеринославского дивизиона из города ушли.
После непродолжительной «Украинской гражданской войны 16 ноября — 14 декабря 1918», 14 декабря гетман П. П. Скоропадский отдал приказ о демобилизации защитников г.Киева и отрёкся от власти.

## Командование
- Начальник инспекции авиации Харьковского района
  - Командир 8-го авиадивизиона подполковник Коровников.
- Начальник инспекции авиации Киевского района
  - В. Г. Баранов с августа 1918 в армии Украинской державы. 20.08.-30.08.1918 инспектор авиации Киевского района. Участник белого движения. С сентября 1918 в Донской армии В. С.Ю. Р.
- Начальник инспекции авиации Одесского района
  - Лётчик Байвенко В. А. 1-го Волынского авиадивизиона армии Украинской Державы. С 1 ноября помощник командира этого дивизиона в армии У.д. С 30 января 1919 командир 1-го кадрового Республиканского авиац. дивизиона Действующей армии У. Н.Р.